# Crosshaven
Crosshaven (iriska: Bun an Tábhairne) är en ort i grevskapet Cork i Republiken Irland. Crosshaven är känt för att segelsällskapet Royal Cork Yacht Club (RCYC), som etablerades 1720, har sitt huvudsäte där. Tätorten (settlement) Crosshaven-Churchbay hade 2 577 invånare vid folkräkningen 2016.